# Krai del Lejano Oriente
El krai o territorio del Lejano Oriente fue una subdivisión administrativa  de la RSFS de Rusia dentro de la Unión Soviética entre 1926 y 1938. Su capital era Jabárovsk.
El término a veces se usa informalmente para referirse al Extremo Oriente ruso.

## Historia

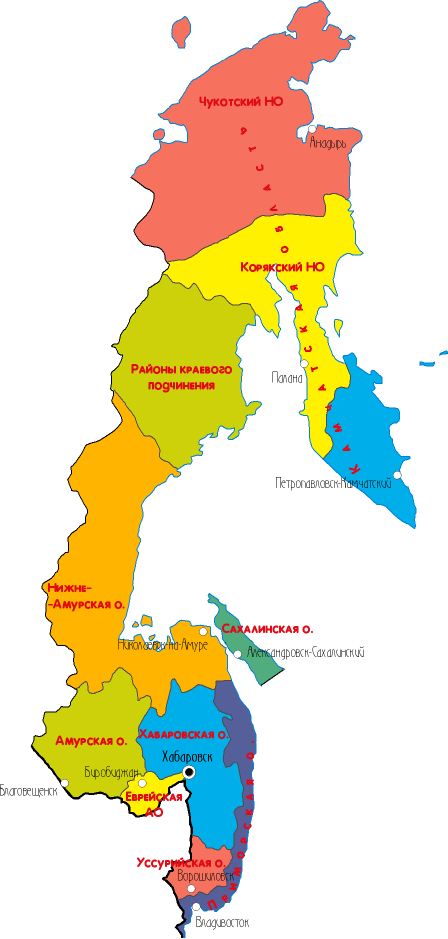
Krai del Lejano Oriente en 1938.

Después de la abolición del estado tapón que era la República del Lejano Oriente en 1922, fue creado el óblast del Lejano Oriente con capital en Chitá (siendo luego trasladada a Jabárovsk en 1924), el cual incluyó las tierras de la extinta República y las gubernias de Amur, Transbaikal, Kamchatka, Cis-Amur y Primorie (con parte del norte de la isla de Sajalín). También parte del Ferrocarril Transmanchuriano.  Geográficamente,  era el área más oriental de la Rusia asiática, limitada por el océano Ártico, el océano Pacífico (mar de Ojotsk y mar del Japón), y por la República de China.
En 1926 el óblast del Lejano Oriente fue reorganizado como el krai del Lejano Oriente con los distritos de Amur, Vladivostok, Zeya, Kamchatka, Nikoláyev, Sajalín, Srétensk, Jabárovsk y Chitá.
El 20 de octubre de 1938 el krai del Lejano Oriente fue dividido entre el krai de Jabárovsk (porción más grande) y krai de Primorie (la porción más pequeña que incluía los óblast de Primorie y Ussuri).